# SM Mall of Asia Arena
SM Mall of Asia Arena, znana również jako Mall of Asia Arena lub MoA Arena – hala widowiskowo-sportowa znajdująca się w kompleksie SM Mall of Asia w Bay City, Pasay, Metro Manila, Filipiny. Mieści 15 tys. miejsc siedzących na wydarzenia sportowe i może pomieścić maksymalnie 20 000 osób. AArena została oficjalnie otwarta 21 maja 2012 roku. Posiada wysuwane miejsca siedzące oraz budynek parkingowy o pojemności 2000 miejsc.
SM Mall of Asia Arena jest alternatywną areną Philippine Basketball Association (PBA), gdy Smart Araneta Coliseum w Quezon City jest niedostępny. Arena jest również jednym z głównych miejsc rozgrywania meczów w ramach University Athletic Association of the Philippines (UAAP) oraz National Collegiate Athletic Association (NCAA).

## Historia
Budowa SM Mall of Asia Arena rozpoczęła się w 2010 roku i kosztowała około 3,6 miliarda peso filipińskiego. Obiekt jest częścią ogólnego planu dla kompleksu SM Mall of Asia, który w 2012 roku już obejmował Centrum Konferencyjne SMX oraz biurowce One E-com i Two E-com.
Arena miała swoją ceremonię zawieszenia wiechy we wrześniu 2011 roku i została otwarta około dwóch lat po rozpoczęciu budowy. Pierwszym publicznym wydarzeniem, które odbyło się w tej krytej arenie, były dwa koncerty Born This Way Ball Lady Gagi, które rozpoczęły się 21 maja 2012 roku. Był to koncert Icons at the Arena: Masters of OPM, w którym wystąpili różni lokalni muzycy i wokaliści, a który został zorganizowany przez Star Events z ABS-CBN, pod kierunkiem Johnny'ego Manahana, z Ryanem Cayabyabem jako dyrektorem muzycznym koncertu.

## Architektura i projektowanie
SM Mall of Asia Arena została zaprojektowana przez firmę architektoniczną Arquitectonica. Obiekt miał głównie służyć jako miejsce koncertów i meczów koszykówki, ale może być przekształcany w celu zorganizowania innych wydarzeń sportowych i rozrywkowych. Ma pojemność 15 000 miejsc siedzących, ale może pomieścić nawet 20 000 osób przy pełnej obsadzie.
Kryta arena zajmuje powierzchnię 16 000 m² i ma powierzchnię użytkową 52 000 m². Ograniczona powierzchnia działki spowodowała, że część budynku musiała się rozciągać nad przylegającą drogą Pacific Drive. Ze względu na wysoki poziom wód gruntowych, budowa poziomów parkingowych w piwnicy była ograniczona, dlatego zbudowano osobny ośmiopiętrowy budynek parkingowy o nazwie Mall of Asia Arena Annex (MAAX), który może pomieścić 1400 pojazdów. Elewacja budynku jest pokryta szklanymi panelami izolacyjnymi z powłoką niskoemisyjną i wzorami wytłaczanymi.
Konstrukcja przestrzeni wydarzeniowej została zaprojektowana w formie oka, które jest podtrzymywane przez nachylony podium.